# Friends: The Reunion
Friends: The Reunion è uno speciale televisivo del 2021, diretto da Ben Winston. È basato sulla serie televisiva Friends, andata in onda tra il 1994 e il 2004. Presentato da James Corden e prodotto a livello esecutivo dai co-creatori dello show, Marta Kauffman, David Crane, e Kevin S. Bright, oltre che dai sei protagonisti della serie e dal regista Ben Winston, lo speciale vede il cast principale rivisitare i set (come gli appartamenti, il Central Perk e la fontana presente nella sigla), incontrare le varie guest star che sono apparsi nel corso degli anni e ospiti famosi, fare letture del copione, rievocazioni degli episodi e la visione di filmati dietro le quinte.

## Produzione

### Sviluppo
Nel novembre 2019, la Warner Bros. Television stava sviluppando uno speciale sulla reunion di Friends per il loro nuovo servizio di streaming, HBO Max, è stato annunciato nel febbraio 2020 e avrebbe visto il ritorno di tutto il cast originale e i co-creatori
Lo speciale è stato prodotto dalla Warner Bros. Television e ha coinvolto come produttori esecutivi i co-creatori dello show, Kevin S. Bright, Marta Kauffman e David Crane, il cast principale Jennifer Aniston, Courteney Cox, Lisa Kudrow, Matt LeBlanc, Matthew Perry e David Schwimmer e lo stesso regista Ben Winston, che ha diretto e prodotto per la sua società, la Fulwell 73.

### Riprese
Lo speciale è stato girato nell'aprile 2021 a Los Angeles, California, allo Stage 24, noto anche come "The Friends Stage" presso i Warner Bros. Studios di Burbank, dove Friends è stato girato a partire dalla seconda stagione. Le riprese sono state ritardate due volte, la prima a marzo 2020 e la seconda ad agosto 2020, entrambe a causa della pandemia di COVID-19.
Il gioco a quiz e i segmenti del talk show, presentati da James Corden, sono stati filmati di fronte a un pubblico dal vivo selezionato sottoposto ai controlli per il COVID-19. Lo staff di Matthew Perry ha dichiarato che l'attore aveva subito un intervento di chirurgia dentale di emergenza prima delle riprese, in seguito alle domande dei fan e della stampa, riguardo al suo aspetto.
In un episodio del podcast di Rob Lowe pubblicato nel gennaio 2021, Lisa Kudrow ha affermato di aver visto solo il set ricostruito del Central Perk e di aver filmato "qualcosa" che alla fine è diventato l'apparizione di Lady Gaga registrata nel novembre 2020, nel periodo in cui la cantante stava girando Bullet Train. Il regista e produttore Ben Winston ha dichiarato che il segmento dei giochi a quiz sul cast era stato pianificato nel marzo 2021 durante la produzione del The Late Late Show e dei Grammy Awards 2021.

## Cast

### Cast principale
- Jennifer Aniston
- Courteney Cox
- Lisa Kudrow
- Matt LeBlanc
- Matthew Perry
- David Schwimmer

### Produttori della serie
- Kevin S. Bright
- David Crane
- Marta Kauffman

### Conduttore
- James Corden

### Guest star
- David Beckham
- Justin Bieber
- BTS
- Cindy Crawford
- Cara Delevingne
- Soleil Moon Frye
- Elliott Gould
- Kit Harington
- Lady Gaga
- Larry Hankin
- Mindy Kaling
- Thomas Lennon
- Christina Pickles
- Tom Selleck
- James Michael Tyler
- Maggie Wheeler
- Reese Witherspoon
- Malala Yousafzai

## Distribuzione
La distribuzione era inizialmente prevista per il lancio di HBO Max il 27 maggio 2020, insieme ai 236 episodi della serie originale disponibili da subito. Nel maggio 2021 è stato diffuso un teaser trailer che annunciava la messa in onda il 27 maggio 2021 su HBO Max. La versione di HBO Max include cinque clip bonus che sono state tagliate.
Lo speciale è stato distribuito anche a livello internazionale contemporaneamente all'uscita negli Stati Uniti su Sky Uno e Now nel Regno Unito e in Italia, Foxtel Now e Binge in Australia, TVNZ 2 e TVNZ OnDemand in Nuova Zelanda, ZEE5 in India, OSN negli Emirati Arabi Uniti, HBO Go e HBO Asia a Singapore, Malaysia, Indonesia, Vietnam, Thailandia, Filippine, Taiwan e Hong Kong, e HBO Nordic in Svezia, Danimarca, Norvegia e Finlandia.
In Cina, è stato trasmesso in streaming su iQIYI, Youku e Tencent Video in versione editata. Sono state infatti rimosse le scene con Lady Gaga, Justin Bieber e i BTS, i riferimenti LGBTQ e i riferimenti all'urina. In Giappone, lo speciale è stato distribuito esclusivamente su U-NEXT il 31 maggio 2021. In Vietnam, è stato trasmesso in streaming in versione sottotitolata su FPT Play e VieOn. In Sudafrica è andato in onda su MNET (DStv) il 30 maggio 2021 ed è stato reso a disposizione in streaming su Showmax il 31 maggio 2021.

## Accoglienza
Su Rotten Tomatoes, lo speciale ha un indice di gradimento del 67% basato su 57 recensioni, con una valutazione media di 6,4/10. Il consenso della critica del sito web recita: "Può funzionare meglio per gli irriducibili, ma quando elimina il rumore e si concentra sulle connessioni, Friends: The Reunion è caldo e confortante come una notte al bar.". Metacritic, che utilizza una media ponderata, assegna allo speciale un punteggio di 65 su 100 sulla base di 31 critiche, indicando "recensioni generalmente favorevoli".